# Dania
 For alternative betydninger, se Dania (flertydig). (Se også artikler, som begynder med Dania)
Dania er en betegnelse for den del af Skandinavien, som var beboet af daner. Dania bestod af flere høvdingedømmer. Områderne blev omkring år 1000 samlet af Gorm den Gamle, der betragtes som Danmarks første officielle konge. Det vides ikke om landet også har været samlet tidligere.